# Discoglossus montalentii
Discoglossus montalentii је водоземац из реда жаба (Anura) и фамилије Alytidae.

## Угроженост
Ова врста је на нижем степену опасности од изумирања, и сматра се скоро угроженим таксоном.

## Распрострањење
Ареал врсте је ограничен на једну државу. 
Француска је једино познато природно станиште врсте.

## Станиште
Станишта врсте су шуме, планине и слатководна подручја. 
Врста је по висини распрострањена од 300 до 1900 метара надморске висине.